# 口宣
口宣（くぜん）とは、平安時代中期から用いられるようになった非公式な公文書書式で、天皇の勅旨を口頭で受けた蔵人所職事（職事蔵人・蔵人頭もしくは五位蔵人）がその内容を文書化して太政官上卿に伝える目的のために使われた。宣旨と共通する部分が多く、宣旨の一種・派生と捉えることもできるが、その書式に異なる部分がある。

## 概要
弘仁元年（810年）の薬子の変をきっかけに蔵人所が設置されると、従来は後宮の内侍を通して伝えられていた天皇の勅旨の太政官への伝達が、次第に蔵人所の職事によって行われるようになった。
天皇の勅旨を奉じた職事蔵人は太政官の陣座に赴いて上卿に対してその内容を口頭で伝えた。これを職事の仰詞と称したが、勅旨の内容を口で伝える（宣べる）ことから、「口宣」もしくは「宣旨」とも称した。
しかし、上卿が常に太政官にいるとは限らず、天皇の側が臨時の勅旨を発する事もあり得た。そのため、命令を伝える間に蔵人の誤りその他により天皇の出した命令と上卿が実際に受けた命令が食い違う可能性もあった。そのため、本来であれば口頭にて伝達が行われる天皇の勅旨をあらかじめ紙に書いてそれを上卿に渡すようになった。これが「口宣」もしくは「宣旨」へと発展する事になる。
口宣は最初の行に出された年月日を書いてからその下に一字分を開けて「宣旨」という2文字を書き入れ、次の行以後にその内容を記し、最後の行には勅旨の奉者（受けた者）の位署（蔵人所における官職・その他の兼官職・氏名）の後にその下に小さく「奉」の1文字を据える。この形式は11世紀末期に完成されたもので、口宣が行われた初期（10世紀前半）には、宣旨との書式の区別が確立しておらず、年月日が最後の行の位署の上に記載されたものもある。また、口宣は勅旨の内容を目録あるいは日記形式で記している点でも「宣旨」とは異なっている。なお、用紙は職事蔵人がいつ勅旨を受けても対応できるように、またあくまでも勅旨伝達は口頭であり口宣は覚書（メモ）として作成されるという性格により、製造が簡便である中古紙を再生した宿紙を用いるのが例とされ、後に書式の一環として定着するようになった。
なお、後には院政を行う上皇・法皇（いわゆる「治天の君」）が太政官に対して命令を発する時も口宣が用いられた。これは律令に定められた正統な統治機関は天皇及び太政官であり、法的な根拠を持たない治天の君が命令を行う場合には、こうした非公式な公文書形式を採用せざるを得なかったからである。
鎌倉時代後期に入ると、天皇が発する命令においても、太政官符・太政官牒・官宣旨に代わって口宣や宣旨が用いられることが多くなっていった。

## 口宣案
口宣案（くぜんあん）とは、元来は口宣の案文であり、覚書（メモ）の下書き程度の意味合いでしかなかったが、後には太政官を経由せずに直接受任者（実務担当者や被任命者）に勅旨の内容を伝えるために用いられた。従って、天皇の意思を太政官に宣下という形で伝達する機能を持つ口宣と、宣下の事実を受任者に伝える機能を持つ口宣案では、内容は同じでもその機能・様式は異なっていた。
鎌倉時代までに様々な正規のルートを通さない命令を発するための公文書が作成されたが、人事に関する命令は詔書・太政官符・位記などの正規の公文書の発給手続が守られてきた。これは治天の君が人事権を行使する場合でも同じであり、天皇の命令という体裁を取り、さらに太政官に伝えられてそこから実務担当者に命令が届くという複雑な手続を要した。これに対して後嵯峨院政の頃から実際の人事権者である治天の君の人事決定を迅速に人事担当者に伝える必要性から、治天の君（天皇親政の場合は天皇）の命令を受けた職事蔵人が、口宣を上卿に渡す前にあらかじめ下書きを名目としてもう1通案文を口宣と全く同じ様に作成して、この案文に口宣を出した治天の君の院宣（あるいは天皇の綸旨）を添えて受任者に渡すことで、正式な公文書が到来するまでの仮の証文とした。口宣案が直接受任者に渡されるようになりその重要性が高まるとともに、さらに口宣を奉じた職事蔵人の署名の記載など、同人の真筆であることが必要要件とされるようになった。
口宣案は、口宣正文と区別するために端裏に「口宣案」の3文字（端裏銘）と最初の行の右上に「銘」と呼ばれる口宣を渡した上卿の氏名（上卿銘）を付記した上で渡された（ただし、初期のものにはそれを満たしていない口宣案もあり、両者が備わるようになるのは鎌倉時代後期のことである）。本来は口宣案が担当者に渡された後に、全く同じ内容の命令が太政官から担当者に宣下される手筈となっていたが、後には実際の発給までに時間がかかる太政官での宣下手続が省略されて文書の発給よりも歴名などの記録をするための手続となり、口宣案をもって正式な命令証書（公験）とみなされるようになった。
時代が下るにつれて口宣案も公文書の書式に近いものになっていき、南北朝時代には書体が行書体から真書体に変わり、江戸時代になると太政官発給の公文書に書式となっていった。